# Schatten (Archetyp)
Der Schatten ist ein Konzept in der Analytischen Psychologie nach Carl Gustav Jung, das wie das Konzept Persona mit der Metapher Licht und Schatten arbeitet. Der Schatten ist einer der wichtigsten Persönlichkeitsanteile und zugleich, in seinem überpersönlichen Aspekt, ein Archetyp des kollektiven Unbewussten. Der psychologische Begriff des Schattens hat sowohl eine individuelle als auch eine kollektive Bedeutung.
Zu 'Schatten' im Sinne von 'Seele' (auch von Toten) oder als realer 'Doppelgänger-Geist' o. Ä. eines Menschen siehe Schatten (Mythologie).

## Persönlicher Schatten

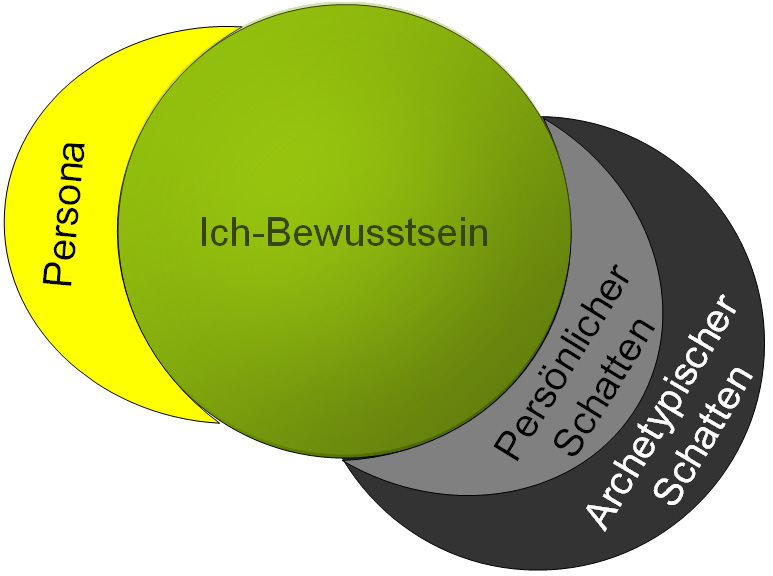
Schattenanteile des Menschen nach C. G. Jung im Verhältnis zu Persona und Ich-Bewusstsein

Der Schatten eines Menschen enthält nach Jung, was seinem positiven (naiven) Selbstbild und seiner 'Theatermaske' (Persona) entgegensteht. Des Schattens 'Dunkelheit' – vom Ich-Bewusstsein aus gesehen – ist auch seine Unbewusstheit, und außer 'Bösem' können aus dem Schatten auch positive Entwicklungsimpulse kommen. Es können persönliche Schattenseiten und kollektive, archetypische Strukturen des Schattens unterschieden werden.
Als Teilbereich der Psyche eines individuellen Menschen umfasst der Schatten nach C. G. Jung un- oder teilbewusste Persönlichkeitsanteile, die häufig verdrängt oder verleugnet werden, weil sie dem Vorstellungsbild des Ichbewusstseins von sich selbst entgegenstehen: „Seine [des Schattens] Natur läßt sich in hohem Maße aus den Inhalten des persönlichen Unbewußten erschließen“ und deshalb sei Schattenarbeit zugleich auch Bewusstwerdungsarbeit am persönlichen Unbewussten.

### Der Schatten als moralisches und Gegensatzproblem
„Der Schatten ist ein moralisches Problem, welches das Ganze der Ichpersönlichkeit herausfordert, ... Handelt es sich bei dieser Realisierung doch darum, die dunkeln Aspekte der Persönlichkeit als wirklich vorhanden anzuerkennen.“ Diese Schattenseiten jedes Einzelnen reichen von den dem Ichbewusstsein nahen Motivationen, die aber aufgrund moralischer Gesichtspunkte nicht gerne bewusstgemacht werden, bis hin zum ganzen Reichtum des „natürlichen Menschen“ einschließlich seiner „tierischen Ahnen“ und entsprechenden Verhaltensweisen (siehe hierzu auch Trickster). Archetypische Symbole des Schattens sind zum Beispiel „dunkle Doppelgänger(innen)“ oder „böse Widersacher(innen) des Helden bzw. der Heldin“.
Der Schatten in diesem Sinne stellt das Gegenstück zur Persona, der „Theatermaske“ eines Menschen dar. Er enthält oft die 'negativen', sozial unerwünschten und daher unterdrückten Züge der Persönlichkeit, also jenen Teil des Ichs, der wegen möglicherweise gesellschaftsinkompatibler Tendenzen gerne unbewusst gehalten wird. Seine Entwicklung beginnt bereits in den ersten Lebensjahren des Menschen infolge der von der Umwelt an das Individuum herangetragenen Anforderungen, Erwartungen, Gebote und Verbote. Diese lassen nur einen Teil der Persönlichkeit zur Entfaltung kommen. Der persönliche Schatten wächst parallel zur Persona, gleichsam als ihr Negativ; der Schatten lebt dann ziemlich unabhängig vom Ich-Bewusstsein mit. Ist der Schatten der bewussten Kontrolle entzogen, kann er ähnlich wie ein Komplex in „obsedierender oder – besser – possedierender Art“ affektvoll und störend dem Ich-Bewusstsein dazwischenfunken. Im Aspekt seiner 'Naturhaftigkeit' und als Gegensatz zu Kollektivwerten besteht eine Übereinstimmung dieses 'Schatten'-Konzepts mit dem Freud’schen Begriff des Es, das im Gegensatz zu Ich und Überich unbewusste Teile der Persönlichkeit repräsentiert.

### Positiver Schatten
Das, was uns noch fremd, unheimlich ist, nennt Jung positiver Schatten, er meint hier nicht das, was wir verdrängen, sondern das, was wir noch nicht wissen, was uns fremd ist.
Die mehr oder weniger starke 'Dunkelheit' des Schattens ist auch ein Zeichen seiner Bewusstseinsferne bzw. Unbewusstheit; dies braucht nicht immer mit dem 'Bösen' identifiziert werden bzw. die moralische Wertung des Schattens hängt stark vom verwendeten Referenzsystem ab. Jung schrieb zu dieser Differenzierung: „Wenn man bis dahin der Meinung war, daß der menschliche Schatten die Quelle allen Übels sei, so kann man nunmehr erkennen, daß der unbewußte Mensch, eben der Schatten, nicht nur aus moralisch-verwerflichen Tendenzen besteht, sondern auch eine Reihe guter Qualitäten aufweist, nämlich normale Instinkte, zweckmäßige Reaktionen, wirklichkeitsgetreue Wahrnehmungen, schöpferische Impulse und anderes mehr“; das Böse im Schatten entstehe oft erst durch die „Verdrehung, Verkrüppelung, Mißdeutung und mißbräuchliche Anwendung an sich natürlicher Tatsachen“.

### Schattenprojektion und Projektionsrücknahme
Zunächst wird der eigene Schatten gewöhnlich negiert oder aber auf Personen und Objekte außerhalb des eigenen Ichs projiziert. Unbewusste Schattenprojektionen auf den jeweils anderen Menschen sind typische Elemente persönlicher wie auch kollektiver (z. B. nationaler) Konflikte. Die Bewusstmachung dieser unwillkürlichen Schattenprojektionen kann daher die Möglichkeiten einer Konfliktlösung massiv verbessern.
Die Auseinandersetzung mit dem eigenen Schatten, seine Integration in die Gesamtpersönlichkeit, zählt nach Jung deswegen zu den zentralen Aufgaben des menschlichen Reifeprozesses und stellt einen unabdingbaren Schritt auf dem Weg zur Ganzwerdung (Individuation) dar. Als vorwiegend moralisches Problem fordert sie vom Individuum beträchtliche seelische Leistungen. Häufig ist sie auch Gegenstand der Psychotherapie (z. B. Psychoanalyse), wo in einem geschützten Rahmen die weitverbreitete „Angst vor dem eigenen Schatten“ überwunden werden kann; zu diesem Schritt kann auch die bekannte Wendung „über seinen Schatten springen“ passen.
Die bewusste Auseinandersetzung mit dem eigenen, in Träumen oft drastisch augenfällig aufgezeigten Schatten bei sich selbst ist nach Jung sehr gewinnbringend, denn: „Es ist oft tragisch zu sehen, auf wie durchsichtige Weise ein Mensch sich selber und andern das Leben verpfuscht, aber um alles in der Welt nicht einsehen kann, inwiefern die ganze Tragödie von ihm selber ausgeht und von ihm selber immer wieder aufs Neue genährt und unterhalten wird.“ Gewöhnlich jedoch führen nicht integrierte Schattenseiten zu ihrer Projektion auf andere Personen oder Gruppen (s. o.). Auf diese Weise entstehen unter anderem Vorurteile, aber auch das bekannte „Sündenbock“-Syndrom und Phänomene wie Fremdenfeindlichkeit, Rassismus, Antisemitismus oder auch Homophobie. Auch die Idee des Teufels kann mitunter mit der Projektion des Schattens nach außen erklärt werden.

## Archetypischer Schatten
Hinter den persönlichen Schattenseiten eines Individuums steht nach Jung oft ein kollektiver Schatten, also ein archetypischer Hintergrund, welcher die Ausbildung des betreffenden persönlichen Schattens beim Einzelnen fördert: „Wo er [der Schatten] aber als Archetypus in Frage kommt, da begegnet man den gleichen Schwierigkeiten wie bei Animus und Anima; mit anderen Worten, es liegt im Bereiche der Möglichkeit, daß man das Relativ-Böse seiner Natur erkennt, wohingegen es eine ebenso seltene wie erschütternde Erfahrung bedeutet, dem Absolut-Bösen ins Auge zu sehen“. Der Archetyp des Schattens ist ein religiöses Problem, das C.G. Jung zeitlebens beschäftigt hat. Zum Beispiel könne der Antichrist als archetypischer Schatten Christi gedeutet werden; und psychologisch gesehen entspreche jener dem „Schatten des Selbst, nämlich der dunkeln Hälfte der menschlichen Totalität, welche man nicht zu optimistisch beurteilen darf“.

### Erscheinungs- und Darstellungsformen
Zur archetypischen Struktur in der Erscheinung kollektiven wie auch persönlichen Schattens in Träumen, Mythen und Erzählungen gehört sein Auftritt als Fremde(r), als Feind(in), als Rivale/Rivalin oder allgemein als eine dem Träumer bzw. Protagonisten negativ gesinnte Person. In aller Regel gehört jene dem gleichen Geschlecht an wie die Person selbst, unterscheidet sich von ihr aber häufig etwa durch ein anderes Temperament oder einen entgegengesetzten Lebensweg, durch eine andere Hautfarbe oder Nationalität. Meist geht von der Figur etwas Bedrohliches, ein Misstrauen oder etwas Furchterregendes aus. Nicht selten kommt es auch zu einem Kampf des Träumers mit der Figur, was auf zunächst unbewusster Stufe der Auseinandersetzung des Menschen mit seinem Schatten entspricht, aber auch mit einer bewussten Auseinandersetzung einhergehen kann.
Auch in der Mythologie sowie in Werken der Kunst und Literatur wurde der Archetyp des Schattens vielfach dargestellt bzw. verarbeitet. Bekanntes Beispiel ist Mr. Hyde, die negative, verbrecherische Seite des tugendhaften Arztes Dr. Jekyll in Robert Louis Stevensons Erzählung Der seltsame Fall des Dr. Jekyll und Mr. Hyde. In Oscar Wildes Roman Das Bildnis des Dorian Gray bannt ein Maler den Schatten des Protagonisten Dorian Gray in ein Gemälde, das künftig die Spuren seines wilden Lebenswandels widerspiegeln wird, während er selbst unverändert jung und schön bleibt.
Weltweit ist in Märchen und Sagen das Motiv des Ritters anzutreffen, der einen dunklen anderen Ritter oder einen Drachen besiegen muss, um die Hand einer Jungfrau, Prinzessin oder dergleichen, also aus Sicht eines männlichen Bewusstseins einen höchsten Wert seiner Liebe, zu gewinnen. Soweit der Drache hier nicht als Mutterarchetyp gedeutet wird, kann er als Ausprägung des Archetyps des Schattens aufgefasst werden, der insbesondere der Erweckung der Anima und damit der Aufnahme von Liebesbeziehungen im Wege steht. Die Tötung des Drachen kann allegorisch für die zumindest vorerst erfolgreiche Auseinandersetzung mit dem Schatten stehen – dieses archetypische Muster wird zum Beispiel im Andromeda-Mythos, dem Mythos des Erzengels Michael und in Sankt-Georg-Legenden gezeigt. Auch der älteste niedergeschriebene Mythos, das Gilgamesch-Epos, enthält in der Auseinandersetzung des Helden mit seinem tierhaften Blutsbruder einen Abriss der Schattenproblematik. Mit Blick auf ein weibliches Bewusstsein kann der Schatten im Märchen zum Beispiel als die Stiefmutter, die falsche Königin, die habsüchtige Schwester oder die intrigante Nebenbuhlerin erscheinen, die besiegt oder (seltener) gewandelt werden muss, damit die Heldin (als Vorbild eines neuen weiblichen Bewusstseins) die „neue Königin“ an der Seite ihres „Prinzen“ – individualpsychologisch gesehen: ihres positiven Animus – werden kann.

## Pathologische Folgen
Nach ihrer Verdrängung in das Unbewusste – bzw. der Vermeidung, dass ein archetypisch bedingter Schatten bewusster werden darf – entfalten die negativen Züge der eigenen Persönlichkeit meist erhebliche Dynamik und Wirksamkeit. Dies bricht sich nach Jung in entsprechenden (Alb-)Träumen des Betreffenden Bahn; es kann zu Angst- und Zwangsneurosen führen.
Die Projektion des Schattens nach außen ist auch Teil des psychiatrischen Krankheitsbildes der Paranoia sowie allgemein von Wahnvorstellungen. Krankhafte Schattenprojektion (wo der Schatten unter Umständen auch in seinem kollektiven Aspekt die ganze Persönlichkeit beherrscht) kann schlimmste Folgen haben; dieser Prozess war auch ein konstituierender Teil mit vielen Facetten in der Ideologie und Praxis des Nationalsozialismus. So sagte Adolf Hitler z. B. über Winston Churchill: „Seit mehr als fünf Jahren jagt dieser Mann wie ein Verrückter in Europa umher, auf der Suche nach etwas, das er in Brand setzen könnte.“